# La notte vola (programma televisivo)
La notte vola è stato un programma televisivo andato in onda nel 2001 su Canale 5 il sabato sera dal 7 luglio al 15 settembre per dieci puntate. 
Era condotto da Lorella Cuccarini, affiancata dagli attori comici Dario Ballantini e Gianni Fantoni.

## Il programma
Si trattava di un varietà musicale incentrato sugli anni ottanta del XX secolo, che prevedeva una gara tra i maggiori successi musicali italiani del suddetto decennio, cantati dagli interpreti originali, ricalcando la formula già utilizzata dal programma Una rotonda sul mare, varietà trasmesso sulla stessa rete nelle estati del 1989 e del 1990 ed incentrato invece sugli anni sessanta (la prima edizione) e sugli anni settanta (la seconda). 
Ad inframezzare tale competizione vi erano balletti eseguiti dalla conduttrice, coreografati da Luca Tommassini, ed interviste fatte da questa a vari personaggi famosi (sia italiani che stranieri), rimasti indissolubilmente legati a quel periodo storico.
Il programma prendeva il titolo dal celebre omonimo brano della stessa Cuccarini, già sigla del varietà di Canale 5, Odiens, andato in onda tra il 1988 ed il 1989.
L'ultima puntata del programma, andata in onda a quattro giorni di distanza dagli attentati terroristici dell'11 settembre 2001, venne preceduta da un breve comunicato: dopo aver espresso le proprie condoglianze ai familiari delle vittime, la conduttrice informava i telespettatori che lo spettacolo era stato registrato prima della suddetta tragedia, e pregava quindi il pubblico di non stupirsi per il clima allegro che avrebbe accompagnato lo svolgersi dell'intera puntata.
La prima puntata dello show ottenne un grande successo di pubblico con 3.700.000 telespettatori e oltre il 25% di share, ma l'intera edizione riscosse un buon successo registrando 2 milioni e mezzo di ascoltatori e oltre il 20% di share addirittura nel mese di agosto.
In ogni puntata si esibivano dieci artisti scontrandosi a gruppi di due: la canzone più votata passava al turno successivo.
Vincitore risultò Mino Reitano con il brano Italia, mentre secondo il sondaggio lanciato su Internet Rettore con il brano Kobra.

## Elenco puntate

### Prima puntata
1. Ricchi e Poveri - Sarà perché ti amo (114 voti)
2. Spagna - Easy Lady (112 voti)
3. Tullio De Piscopo - Andamento lento (108 voti)
4. Alan Sorrenti - Non so che darei (96 voti)
5. Giuni Russo - Un'estate al mare (88 voti)

- Sandro Giacobbe - Sarà la nostalgia (87 voti)
- New Trolls - Faccia di cane (85 voti)
- Tiziana Rivale - Sarà quel che sarà (68 voti)
- Alberto Camerini - Rock 'n' roll robot (63 voti)
- Plastic Bertrand - Ping pong (62 voti)

Ospiti: Jerry Calà, Carol Alt, Linda Gray e Patrick Duffy

### Seconda puntata
1. Ron - Joe Temerario (113 voti)
2. Loredana Bertè - Non sono una signora (105 voti)
3. Gruppo Italiano - Tropicana (92 voti)
4. F.R. David - Words (90 voti)
5. Tracy Spencer - Run to Me (88 voti)

- Bobby Solo - Non posso perderti (87 voti)
- Sammy Barbot - Aria di casa (86 voti)
- I Cugini di Campagna - Meravigliosamente (83 voti)
- La Bionda - One for You, One for Me (79 voti)
- Pino D'Angiò -  Ma quale idea (62 voti)

Ospiti: Ilona Staller, Pierre Cosso, Gianfranco D'Angelo e Kid Creole & The Coconuts

### Terza puntata
1. Amedeo Minghi - 1950 (126 voti)
2. Righeira -  Vamos a la playa (96 voti)
3. Rettore - Kobra (92 voti)
4. Sandy Marton - People from Ibiza (92 voti)
5. Drupi - Regalami un sorriso (90 voti)

- Viola Valentino - Comprami (90 voti)
- Lio - Amoureux solitaires (86 voti)
- Richard Sanderson - Reality (85 voti)
- Stefano Sani - Lisa (84 voti)
- Charlie - Faccia da pirla (49 voti)

Ospiti: Enzo Braschi, Paolo Rossi, Maurizio Seymandi, Franco Rosi e Paul Young

### Quarta puntata
1. Scialpi - Rocking Rolling (148 voti)
2. Christian - Daniela (148 voti)
3. Marco Ferradini - Teorema (129 voti)
4. Mino Reitano - Italia (120 voti)
5. Mike Francis - Survivor (96 voti)

- Grazia Di Michele - Le ragazze di Gauguin (86 voti)
- Michele Pecora -  Era lei (79 voti)
- Papa Winnie - Rootsie & Boopsie (76 voti)
- Umberto Balsamo - Balla (64 voti)
- Ryan Paris - Dolce vita (57 voti)

Ospiti: Lory Del Santo, Giucas Casella, Nadia Cassini e Tony Hadley

### Quinta puntata
1. Luca Barbarossa - Via Margutta (120 voti)
2. Marco Armani - Tu dimmi un cuore ce l'hai (104 voti)
3. Kaoma - Lambada (89 voti)
4. Orietta Berti - Futuro (89 voti)
5. Tony Esposito - Kalimba de Luna (88 voti)

- Cristina D'Avena - Kiss Me Licia (87 voti)
- Den Harrow - Future Brain (87 voti)
- Patrick Hernandez - Born to be alive (86 voti)
- Franco Simone - Sogno della galleria (71 voti)
- Goran Kuzminac - Ehi ci stai (55 voti)

Ospiti: Amanda Lear, Marina Suma, Sergio Vastano e gli Imagination

### Sesta puntata
1. Dario Baldan Bembo - Amico è (Inno dell'Amicizia) (116 voti)
2. Riccardo Fogli - Storie di tutti i giorni (114 voti)
3. Gazebo - I Like Chopin (103 voti)
4. Sabrina Salerno - Boys (Summertime Love) (99 voti)
5. Ivan Cattaneo - Quando tramonta il sol (95 voti)

- Lu Colombo - Maracaibo (80 voti)
- Donatella Milani - Volevo dirti (77 voti)
- Franco Fasano - E quel giorno non mi perderai più (72 voti)
- Gepy & Gepy - Body to body (61 voti)
- Caroline Loeb - C'est la ouate (60 voti)

Ospiti: Carmen Russo, Barbara Bouchet, Enrico Beruschi, Margherita Fumero e i Matt Bianco

### Settima puntata
1. Marco Ferradini - Teorema (127 voti)
2. Scialpi - Rocking Rolling (122 voti)
3. Luca Barbarossa - Via Margutta (115 voti)
4. Mino Reitano - Italia (105 voti)
5. Tony Esposito - Kalimba de Luna (99 voti)

- Christian - Daniela (77 voti)
- Marco Armani - Tu dimmi un cuore ce l'hai (71 voti)
- Orietta Berti - Futuro (61 voti)
- Mike Francis - Survivor (54 voti)
- Kaoma - Lambada (49 voti)

Ospiti: Ric e Gian e Corinne Cléry

### Ottava puntata
1. Amedeo Minghi - 1950 (116 voti)
2. Gazebo - I Like Chopin (113 voti)
3. Righeira - Vamos a la playa (111 voti)
4. Riccardo Fogli - Storie di tutti i giorni (99 voti)
5. Dario Baldan Bembo - Amico è (Inno dell'Amicizia) (93 voti)

- Sabrina Salerno - Boys (Summertime Love) (83 voti)
- Sandy Marton - People from Ibiza (76 voti)
- Drupi - Regalami un sorriso (65 voti)
- Rettore - Kobra (63 voti)
- Ivan Cattaneo - Quando tramonta il sol (59 voti)

Ospiti: Maria Giovanna Elmi, i Trettré e Sandra Mondaini

### Nona puntata
1. Spagna - Easy Lady (126 voti)
2. Giuni Russo - Un'estate al mare (116 voti)
3. Ricchi e Poveri - Sarà perché ti amo (101 voti)
4. Loredana Bertè - Non sono una signora (99 voti)
5. Ron - Joe Temerario (87 voti)
6. Alan Sorrenti - Non so che darei (87 voti)

- Tullio De Piscopo - Andamento lento (77 voti)
- Tracy Spencer - Run to Me (75 voti)
- Gruppo Italiano - Tropicana (59 voti)
- F.R. David - Words (50 voti)

Ron e Alan Sorrenti ottennero lo stesso punteggio nello scontro diretto e vennero pertanto ammessi entrambi alla finale.
Ospiti: Brigitte Nielsen, Samantha Fox e Carlo Pistarino

### Decima puntata
1. Mino Reitano - Italia (1820 voti - 1616 voti)
2. Ricchi e Poveri - Sarà perché ti amo (1699 voti - 1614 voti)
3. Giuni Russo - Un'estate al mare (1843 voti - 1525 voti)
4. Spagna - Easy Lady (1813 voti - 1317 voti)

- Gazebo - I Like Chopin (1795 voti)
- Amedeo Minghi - 1950 (1702 voti)
- Luca Barbarossa - Via Margutta (1671 voti)
- Sabrina Salerno - Boys (Summertime Love) (1664 voti)
- Alan Sorrenti - Non so che darei (1634 voti)
- Tony Esposito - Kalimba de Luna (1552 voti)
- Riccardo Fogli - Storie di tutti i giorni (1452 voti)
- Righeira - Vamos a la playa (1441 voti)
- Ron - Joe Temerario (1419 voti)
- Marco Ferradini - Teorema (1412 voti)
- Scialpi - Rocking Rolling (1388 voti)
- Dario Baldan Bembo - Amico è (Inno dell'Amicizia) (1328 voti)

Sabrina Salerno venne ripescata (in quanto avente il punteggio più alto tra i semifinalisti esclusi) in sostituzione di Loredana Bertè, assente per impegni personali.
Ospite: Christian De Sica